# Апостольский викариат Непала
Апостольский викариат Непала (лат. Vicariatus Apostolicus Nepalianus) — апостольский викариат Римско-Католической церкви с центром в городе Катманду, Непал. Апостольский викариат Непала подчиняется непосредственно Святому Престолу. Юрисдикция апостольского викариата распространяется на всю территорию Непала. Кафедральным собором апостольского викариата Непала является церковь Успения Пресвятой Девы Марии.

## История
7 октября 1983 года Святой Престол учредил миссию sui iuris Непала, выделив её из епархии Патны (сегодня — архиепархия Патны).
8 ноября 1996 года Римский папа Иоанн Павел II издал буллу «Cuncta disponere», которой преобразовал миссию sui iuris Непала в апостольскую префектуру.
10 февраля 2007 года Римский папа Бенедикт XVI издал буллу «Ad aptius consulendum», которой преобразовал апостольскую префектуру Непала в апостольский викариат.
23 мая 2009 года, в день избрания парламентом Непала премьер-министра, в Успенском соборе прогремел взрыв; в результате взрыва бомбы, заложенной под сиденьем среди верующих, три человека погибли и 13 получили ранения.

## Ординарии апостольского викариата
- епископ Anthony Francis Sharma, S.J.[2] (9.04.1984 — 25.04.2014);
- епископ Paul Simick[3] (25.04.2014 — по настоящее время).

## Источник
- Annuario Pontificio, Libreria Editrice Vaticana, Città del Vaticano, 2003, ISBN 88-209-7422-3
- Булла Cuncta disponere  (лат.)
- Булла Ad aptius consulendum  (лат.)